# Katsura Utamaru

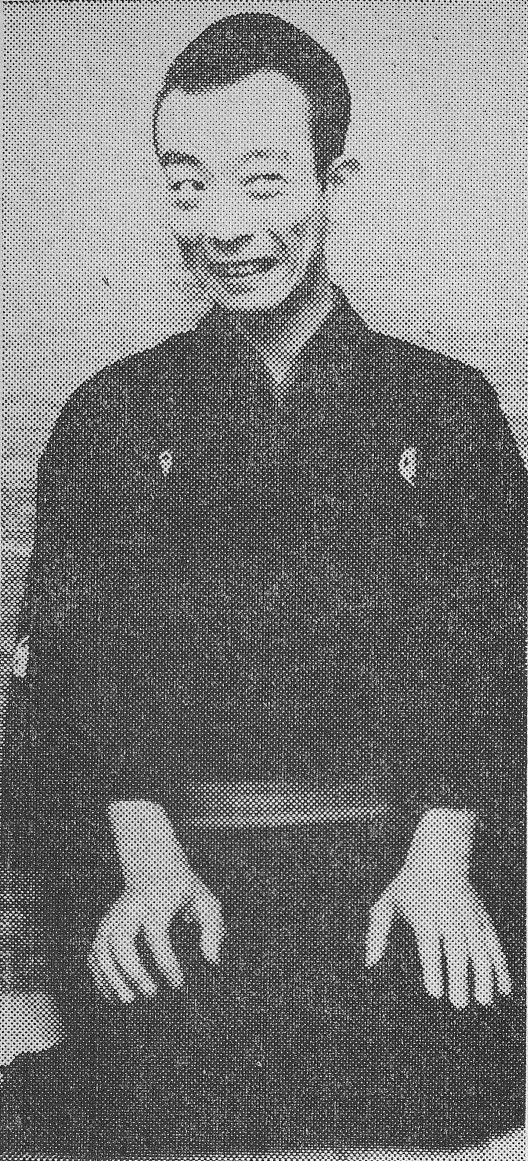

Katsura Utamaru (Kanagawa, 14 de agosto de 1936 — Yokohama, 2 de julho de 2018) foi um comediante japonês. 

## Carreira
Ele é conhecido como um mestre da arte Japonesa de quadrinhos de rakugo, em que um único artista ou contador de histórias aparece no palco e diz cômicas histórias para o público.
Ele morreu de doença pulmonar obstrutiva crônica, em 2 de julho de 2018, em um hospital na cidade de Yokohama.

## Kōzamei
- Kokontei Imaji (古今亭 今児, 1951-1961)
- Katsura Yonebo (桂 米坊, 1961-1964)
- 'Ka'tsura Utamaru (桂 歌丸, 1964-2018)